# Bernadette Mélois
Pour les articles homonymes, voir Mélois.
Bernadette Mélois est une vierge consacrée du diocèse de Paris. Rédactrice en chef du magazine mensuel de liturgie Magnificat, elle est nommée le 23 mars 2018 directrice du Service national de la pastorale liturgique et sacramentelle.

## Biographie
Membre de la communauté de l'Emmanuel, Bernadette Mélois est titulaire d'une maîtrise de théologie.
Elle est vierge consacrée du diocèse de Paris. Depuis 2000, elle est rédactrice en chef du mensuel de liturgie Magnificat,.
Le 23 mars 2019, elle est nommée par la Conférence des évêques de France directrice du Service national de la pastorale liturgique et sacramentelle.